# Shefford (Bas-Canada)
Pour les articles homonymes, voir Shefford.
Shefford est un district électoral de la Chambre d'assemblée du Bas-Canada ayant existé de 1829 à 1838.

## Histoire
Le district est créé lors de la refonte de la carte électorale de 1829 par détachement du district de Buckingham. Un second siège est accordé au district en 1832. Il est suspendu de 1838 à 1841 en raison de la Rébellion des Patriotes.

## Liste des députés

### Siègeno1
| Années | Années      | Député                | Parti       |
| ------ | ----------- | --------------------- | ----------- |
|        | 1829 - 1830 | Lyman Knowlton        | Patriote    |
|        | 1830 - 1834 | Paul Holland Knowlton | Patriote    |
|        | 1830 - 1834 | Paul Holland Knowlton | Bureaucrate |
|        | 1834 - 1838 | Alphonso Wells        |             |

### Siègeno2
| Années | Années      | Député      | Parti       |
| ------ | ----------- | ----------- | ----------- |
|        | 1832 - 1834 | Samuel Wood | Bureaucrate |
|        | 1834 - 1838 | Samuel Wood | Bureaucrate |